# Groß Wittensee
Groß Wittensee là một đô thị thuộc quận Rendsburg-Eckernförde, bang Schleswig-Holstein.